# Taxe de séjour en France
En France, la taxe de séjour est une taxe sur les séjours que peuvent percevoir les communes, les métropoles, les départements et régions de la part des touristes séjournant à titre onéreux dans un hébergement de leur territoire (hôtel, camping, locations saisonnières, chambres d’hôtes).
Instituée à titre facultatif par la loi du 13 avril 1910, son produit progresse durant les années 2010 en France, avec plus de 440 millions d’euros (230 millions d’euros en 2012).

## Historique
Elle a été conçue sur l’exemple allemand de la Kur-Taxe, et demandée par des acteurs du thermalisme et du tourisme. Elle est applicable après un décret du 28 juin 1911 qui précise ses conditions d’instauration : le passage d’un collecteur au moins tous les cinq jours chez les hébergeurs, le recueil de la taxe au vu du registre du logeur. Le décret fixe également les montants dus en cas de non paiement, par oubli ou fraude. La taxe est alors dénommée « taxe spéciale ». Elle est également appelée « cure-taxe » par analogie avec la taxe allemande,. 
Outre le revenu immédiat de la taxe, la loi permet aux communes de réaliser des emprunts sur la perception à venir, permettant le financement de travaux. 
Elle connaît un insuccès certain à ses débuts puisqu’en 1919, seules 68 communes ont mis en place une taxe sur les plus de 240 stations thermales et climatiques pouvant l’instaurer. L’instauration de la taxe de séjour entraîne automatiquement la création d’une chambre d’industrie thermale.
Les lois du 24 septembre 1919 et 31 juillet 1920 entraînent une mutation de la taxe de séjour avec notamment l’instauration d’une taxe additionnelle au profit de l’office national du tourisme, ainsi que la différenciation selon les catégories d’hôtels. De plus, la taxe est appliquée d’office aux communes classées stations thermales ou climatiques en 1920 et devient accessible aux collectivités classées station de tourisme. La loi consacre alors le principe du paiement par jour et par personne, pour les séjours à titre payant. Les collectivités l’instaurant doivent créer préalablement une chambre d'industrie thermale, climatique ou touristique|chambre d’industrie thermale, climatique ou touristique.
Elle a été réformée en 1988 et profondément en 2017. Cette dernière réforme implique à partir du 1er janvier 2019 l'instauration d'une taxe de séjour sous forme de pourcentage pour les hébergements non-classés, la disparition des équivalences (auparavant, un meublé correspondant à une catégorie 4* mais n'étant pas classé était soumis au tarif d'un 4*), et le début de la collecte obligatoire de la taxe de séjour pour les opérateurs numériques de type Airbnb ou Booking.com,,.

## Principes
La taxe de séjour est une taxe sur les séjours que peuvent percevoir les communes françaises reconnues comme station de tourisme, en application de la loi du 24 septembre 1919, afin de financer des équipements généraux liés au tourisme et un office de tourisme. Les communes de montagne, depuis 1985, et les communes littorales, depuis 1986, ont également le droit d’instaurer une taxe de séjour. Elle est perçue par jour et par personne pour tous les séjours à titre onéreux pour les communes ayant instauré un montant au réel. Certaines communes (7 % en 2018) appliquent un tarif forfaitaire : en ce cas, le touriste ne verse pas de taxe mais l’hébergeur paye un montant calculé en fonction du nombre de lit de l’hébergement, du tarif de la taxe, et le nombre de nuitées possibles. Les collectivités ou leur groupement peuvent également instaurer un régime mixte, avec la taxe au réel pour certaines catégories d’hébergement, et au forfait pour d’autres.
Les habitants de la commune, les mineurs de moins de 18 ans, les travailleurs saisonniers employés dans la commune et les personnes bénéficiant d’un hébergement d’urgence ou d’un logement temporaire bénéficient d’une exonération. Le conseil communal ou le conseil communautaire qui a instauré la taxe de séjour peut également adopter un loyer minimum en-dessous duquel les personnes hébergées ne sont pas redevables de la taxe. Il existait jusqu’en 2014 d’autres exonérations, notamment pour les fonctionnaires en mission, les bénéficiaires de certaines aides sociales ou les invalides de guerre.

## Tarifs de la taxe
Les conseils municipaux ou communautaires votent le montant de la taxe par type de nature et de catégorie d’hébergement, dans les limites minimales et maximales fixées par la loi de Finances.
En décembre 2017, les députés ont voté l’évolution du calcul de la taxe de séjour pour la seule catégorie des hébergements non classés. Ceux-ci imposent aux villes d’instaurer un mode de calcul proportionnel de la taxe de séjour, entre 1 et 5 % du prix de la nuitée hors taxe par personne. Le législateur a instauré, depuis le 1er janvier 2019 une taxation proportionnelle au coût de la nuitée pour les établissements non classés ou sans classement.
À compter du 1er janvier 2019, les tarifs présentés ci-dessous sont les tarifs communaux ou intercommunaux auxquels il faut d’ajouter le montant de taxe départementale additionnelle dans les départements où elle a été votée par le conseil général et la taxe additionnelle régionale pour les territoires situés en Ile-de-France.
| Nature et catégorie de l’hébergement | Tarifs (hors taxes additionnelles) |
| --- | --- |
| Palaces | entre 0,7 € et 4 € |
| Hôtels de tourisme 5 étoiles, résidences de tourisme 5 étoiles, meublés de tourisme 5 étoiles | entre 0,7 € et 3 € |
| Hôtels de tourisme 4 étoiles, résidences de tourisme 4 étoiles, meublés de tourisme 4 étoiles | entre 0,7 € et 2,3 € |
| Hôtels de tourisme 3 étoiles, résidences de tourisme 3 étoiles, meublés de tourisme 3 étoiles | entre 0,5 € et 1,5 € |
| Hôtels de tourisme 2 étoiles, résidences de tourisme 2 étoiles, meublés de tourisme 2 étoiles, villages de vacances 4 et 5 étoiles | entre 0,3 € et 0,9 € |
| Hôtels de tourisme 1 étoile, résidences de tourisme 1 étoile, meublés de tourisme 1 étoile, villages de vacances 1, 2 et 3 étoiles, chambres d’hôtes | entre 0,2 € et 0,8 € |
| Terrains de camping et terrains de caravanage classés en 3, 4 et 5 étoiles et tout autre terrain d’hébergement de plein air de caractéristiques équivalentes, emplacements dans des aires de camping-cars et des parcs de stationnement touristiques par tranche de 24 heures | entre 0,2 € et 0,6 € |
| Terrains de camping et terrains de caravanage classés en 1 et 2 étoiles et tout autre terrain d’hébergement de plein air de caractéristiques équivalentes, ports de plaisance                                                                                                 | 0,2 € |
| Tous les hébergements en attente de classement ou sans classement à l’exception des catégories d’hébergements mentionnées ci-dessus | Le tarif applicable par personne et par nuitée est compris entre 1 % et 5 % du coût par personne de la nuitée dans la limite de 2,30 € |

## Perception
Elle est redevable auprès de l’hébergeur, qui à son tour reversera la somme finale à la commune ou à la communauté de communes.

## Utilisation du produit de la taxe de séjour
La taxe de séjour est exclusivement affectée aux dépenses liées à l’accueil et à la promotion touristique de son territoire. Ainsi, elle peut être reversée au budget de l’office de tourisme, structure permettant d’assurer le soutien (gestion du personnel), le développement d’actions de promotion (édition de brochures, salons...) et la création d’événements, tout au long de la saison touristique.

## Surtaxe départementale et régionale
Depuis 1927, les départements, ainsi que la métropole de Lyon, qui le souhaitent peuvent instaurer une taxe additionnelle de 10 % sur la taxe de séjour adoptée par les communes et intercommunalités. Les communes et les EPCI sont chargées d’assurer le versement de la surtaxe aux conseils départementaux. À l’origine, les dépenses sont réalisées après avis des chambres d’industrie, pour des travaux permettant d’améliorer les accès et la circulation dans les stations. En 2019, le produit de la taxe est réservé à des dépenses pour promouvoir le tourisme. 
L’idée d’une taxe régionale additionnelle est évoquée dans la seconde moitié des années 2010. En 2018, Valérie Pécresse sollicite la création d’une surtaxe régionale pour financer le métro du Grand Paris. La présidente de la région Île-de-France explique : "C’est 40 millions de touristes que reçoit l’Ile-de-France. Il faut qu’on trouve à peu près 150 millions d’euros de plus par an pour financer les surcoûts et nous avons 40 millions de touristes. Donc une petite taxe additionnelle de 2 ou 3 euros sur les séjours des touristes pourrait nous amener à équilibrer le modèle économique du Grand Paris". Un amendement proposé par Gilles Carrez et Joël Giraud est adopté par l’Assemblée. À partir du 1er janvier 2019, une taxe additionnelle de 15 % est appliquée sur la taxe de séjour perçue par les communes et communautés de communes de la région.
L’instauration de cette taxe est dénoncée par les principales organisations professionnelles de l’hôtellerie et du MEDEF. Elle fait naître la crainte d’une généralisation en France d’une taxe additionnelle régionale,.
Des taxes additionnelles à la taxe de séjour, à l’échelle départementale ou régionale voient le jour 2022 afin de financer certains projets de transports, notamment dans le Sud Ouest et Sud Est.
Au 1er janvier 2025 une taxe additionnelle de 200% est mise en place au profil d’Ile-de-France Mobilités en Ile-de-France.

## Évolution nationale du produit de la taxe
En 1921, la taxe de séjour, instaurée dans 64 stations de tourisme, rapporte 5 703 000 francs.
En 2016, le produit total de la taxe de séjour a atteint 365 millions d’euros, dont 236 millions d’euros pour les communes, 110 millions d’euros pour les intercommunalités et 19 millions d’euros pour les départements ayant instaurés une surtaxe. Le montant a progressé de 53,4 % entre 2012 et 2016, passant de 238,84 millions de recettes à 365,22 millions.

### Répression de la non-déclaration et du non-paiement de la taxe
L’article L. 2333-46 du code général des collectivités territoriales (CGCT) encadre le recouvrement de la taxe de séjour. Les articles R. 2333-50 à R. 2333-53 précisent les obligations de déclarations auxquelles sont soumis les hébergeurs et les intermédiaires qui doivent présenter un état récapitulatif énumérant les dates et durées de séjours, le nombre de personnes hébergées, le montant de la taxe perçue et le cas échéant les motifs d’exonération. L’article L.2333-39 du même code encadre la procédure de vérification réalisée par le maire ou ses agents.
Le versement en retard du produit de la taxe donne lieu à l’application d’un intérêt de 0,75 % par mois de retard.
Tout hébergeur n’ayant pas respecté les procédures de déclaration ou n’ayant pas perçu la taxe de séjour est passible d’une contravention de 2e classe. Le dépôt d’une déclaration en retard, incomplète ou inexacte peut être sanctionnée par une contravention de 3e classe.
Le maire peut saisir le juge judiciaire en cas de non-reversement du produit de la taxe.
Jusqu’en 2019, aucune disposition ne permettait de procédure de taxation d’office en cas d’absence de déclaration. Le décret du 16 octobre facilite la procédure de taxation d’office,.